# HD 49933
HD 49933은 지구에서 외뿔소자리 방향에 있는 황백색 주계열성이다. 이 별은 우리 태양에 비해 밝기, 질량, 크기, 온도 모든 면에서 더 밝고 크며 뜨거운 존재이다.

## 별의 소리
파리 천문관측소에서 HD 49933을 비롯한 3개의 항성을 대상으로 '별이 내는 소리'를 녹음하는 데 성공했다. 데릭 미첼 교수는 항성이 흔들리면서 소리를 내는데, 이는 항성의 나이 및 질량, 중원소 함량 등에 따라 달라진다고 말했다. 따라서 항성의 소리를 연구하면 항성 내부의 화학적 반응 양상을 알 수 있을 것으로 보인다.

## 같이 보기
- 성진학